# インド鉄道紀行
『インド鉄道紀行』（インドてつどうきこう）は、紀行作家宮脇俊三の著作である。1990年4月、角川書店より刊行された。宮脇がインドを2度訪れ、鉄道に乗った紀行である。

## 作品概要
著者であり、紀行作家である宮脇がインドを訪れ、インドの鉄道に乗った紀行文である。
インドには一般的には12月と1月が涼しく爽やかであるため観光に向いているとされるが、宮脇は「素」のインドを感じたいと考え、高温多湿である5、6月に行こうと考えたが、あまりに危険なため11月にしたという。
なお、この旅行は宮脇が単独で行ったわけではなく、一部は角川書店の編集部員だった高柳良一が同行しており、またインドでは全日現地ガイドであるポール氏が同行している。
角川文庫版の解説は青木栄一が担っている。

## 書誌情報
- 角川書店 1990年4月 ISBN 978-4-04-883254-0[1]
- 角川文庫 1993年3月 ISBN 4-04-159806-0[2][3]